# Newport, Shelby County, Ohio
Newport är en ort i Shelby County i delstaten Ohio, USA.